# Swans Gmunden
| Swans Gmunden                    | Swans Gmunden                                                  |
| -------------------------------- | -------------------------------------------------------------- |
|                                  |                                                                |
| Vereinsdaten                     |                                                                |
| Anschrift:                       | Swans Gmunden Blumauerweg 11 4810 Gmunden                      |
| Website:                         |                                                                |
| Gründungsjahr:                   | 1966                                                           |
| Liga:                            | Admiral Basketball Bundesliga                                  |
| Spielstätte:                     | Raiffeisen-Sportpark                                           |
| Dressenfarben:                   | Heimspiele: Weiß Auswärtsspiele: Blau                          |
| Heimspiel-Infoblatt:             | RUNDSCHAU HALLEN-INFORMATION                                   |
| Gewonnene Titel                  |                                                                |
| Meister:                         | 2005, 2006, 2007, 2010, 2021, 2023                             |
| Cup:                             | 2003, 2004, 2008, 2010, 2011, 2012, 2023                       |
| Supercup:                        | 2004, 2005, 2006, 2007, 2008, 2010, 2011, 2021, 2022, 2023     |
| Europacup-Teilnahmen             |                                                                |
| ULEB Eurocup:                    | 2007/08 (5S-7N) 1/16-Finale 2008/09 (Qualifikation) (1S-1U-2N) |
| FIBA EuroCup bzw. EuroChallenge: | 2005/06 (0S-6N) 2008/09 (0S-6N)                                |
| Korac-Cup:                       | 1993/94 u. 1994/95 (0S-4N)                                     |

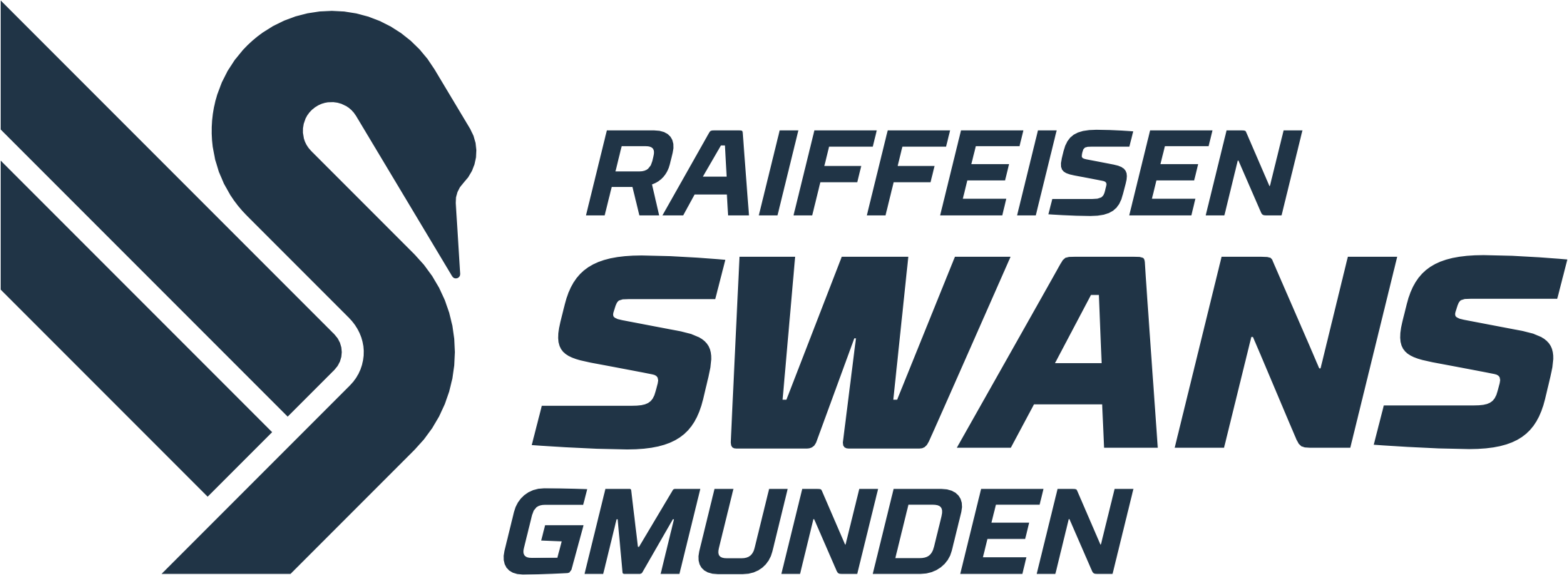
Vereinslogo Raiffeisen Swans Gmunden

Die Basket Swans Gmunden sind ein Basketballverein aus Gmunden in Oberösterreich. Die Swans konnten in den Jahren 2005 bis 2007 drei Mal in Folge den Meistertitel erringen und gewannen auch 2010 sowie 2021 und 2023 die Meisterschaft. Zusätzlich gewann Gmunden insgesamt sieben Titel im Pokalwettbewerb, den letzten im Jahr 2023. Damit sind die Swans österreichischer Rekordsieger in diesem Bewerb. Gleiches gilt für den Supercup, den die Gmundner schon zehn Mal (zuletzt 2023) gewinnen konnten.

## Geschichte

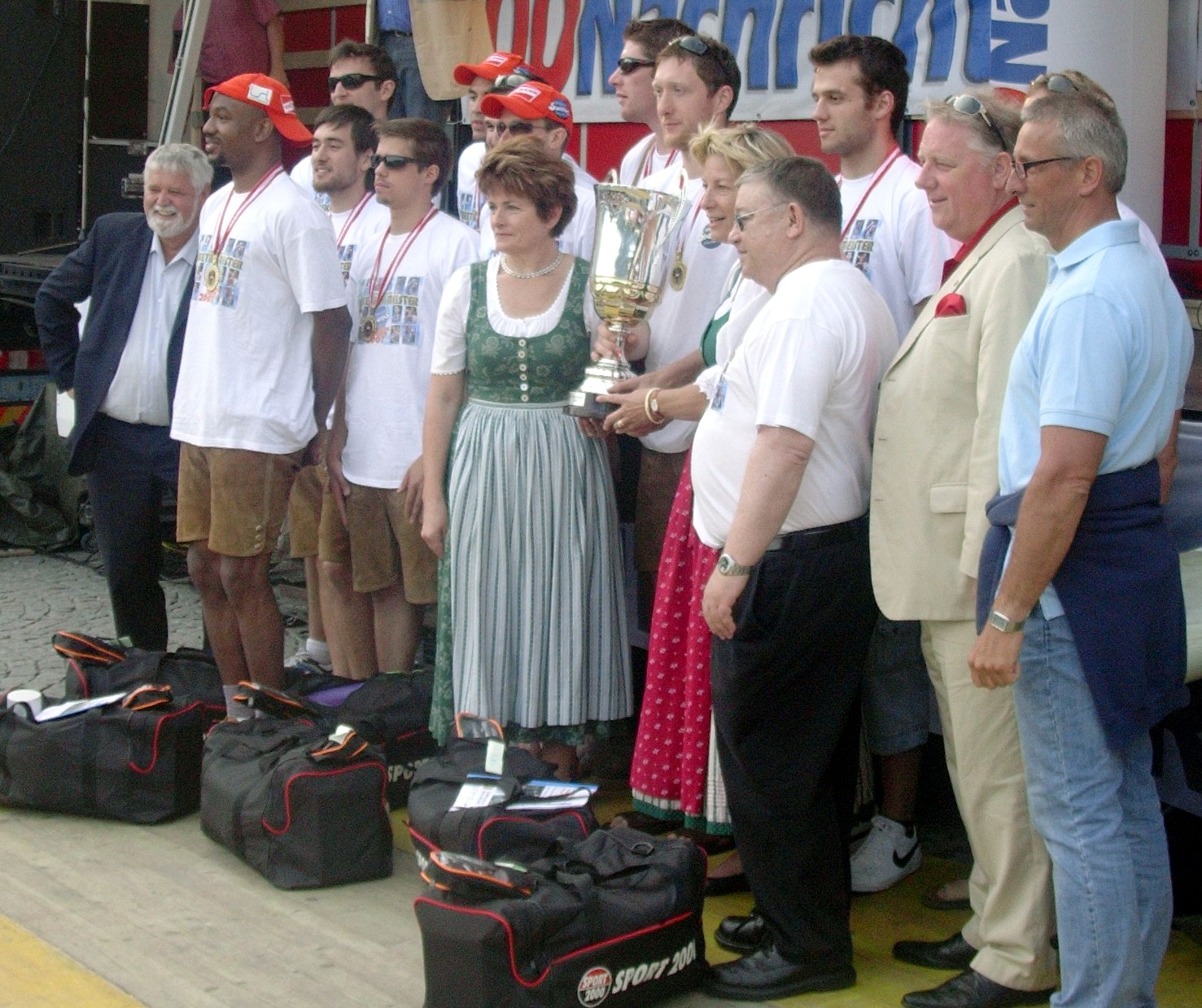
Präsidentin, Bürgermeister, Trainer und die Mannschaft

1965 wurde die Basketballsektion der Union Gmunden gegründet. Nach einem Jahr wurde im Frühjahr 1966 bereits das erste Spiel bestritten, welches jedoch mit 11:35 verloren ging. Daraufhin wurde vier Jahre später der Aufstieg in die oberösterreichische Landesliga sowie nach weiteren zwei Jahren der Aufstieg in die 2. Bundesliga geschafft. Nachdem Union Gmunden sieben Jahre lang in dieser Liga geblieben war, folgte unter Trainer Otto Kienesberger schließlich der erstmalige Gewinn der 2. Bundesliga und der damit verbundene Aufstieg in die österreichische Bundesliga. Zwar stieg man gleich wieder ab, doch in den folgenden Jahren wurden schließlich die ersten Legionäre verpflichtet, mit denen sich die Union Gmunden zwischen der ersten und der zweiten Bundesliga hielt.
1993 folgte der bisher größte Erfolg: Sensationell wurden die Swans, wie sich der Klub umbenannt hatte, als Aufsteiger Dritter der Bundesliga. Nachdem man 1995 überraschenderweise abgestiegen war, folgte 1997 der Aufstieg und ab diesem Zeitpunkt sollten sich die Swans in der 1. Bundesliga halten. Nachdem finanzielle Schwierigkeiten den Klub an den Rand des Kollaps brachten, wurde ein neuer Verein gegründet.
Schließlich konnten die Swans, nachdem sie in der Saison 2002/03 noch einen 2:0-Vorsprung im Finale ungenutzt ließen, zwei Jahre später, in der Saison 2004/05, unter Trainer Bob Gonnen ihren ersten österreichischen Meistertitel gewinnen. Ein Erfolg, den sie in den folgenden zwei Jahren jeweils wiederholen konnten.
In der Saison 2009/2010 führte der deutsche Trainer Mathias Fischer die Oberösterreicher zum Gewinn des Meistertitels, des Pokals und des Supercups. Mayes als bester Spieler und Fischer als bester Trainer der Saison ausgezeichnet. Mehr als zehn Jahre vergingen bis zum Erringen des nächsten Staatsmeistertitels: Unter Trainer Anton Mirolybov, der bester Trainer der Saison 2020/21 wurde, stand im Mai 2021 der Titelgewinn fest, in den Endspielen wurden die Kapfenberg Bulls bezwungen. Auf dem Spielfeld war Gmundens Enis Murati der überragende Mann und erhielt die Auszeichnung als bester Saisonspieler der Liga.
2023 führte Mirolybov die Mannschaft wieder zum Gewinn der Staatsmeisterschaft. Mirolybovs Amtszeit ging 2024 zu Ende, sein Nachfolger wurde der Belgier Thomas Crab.

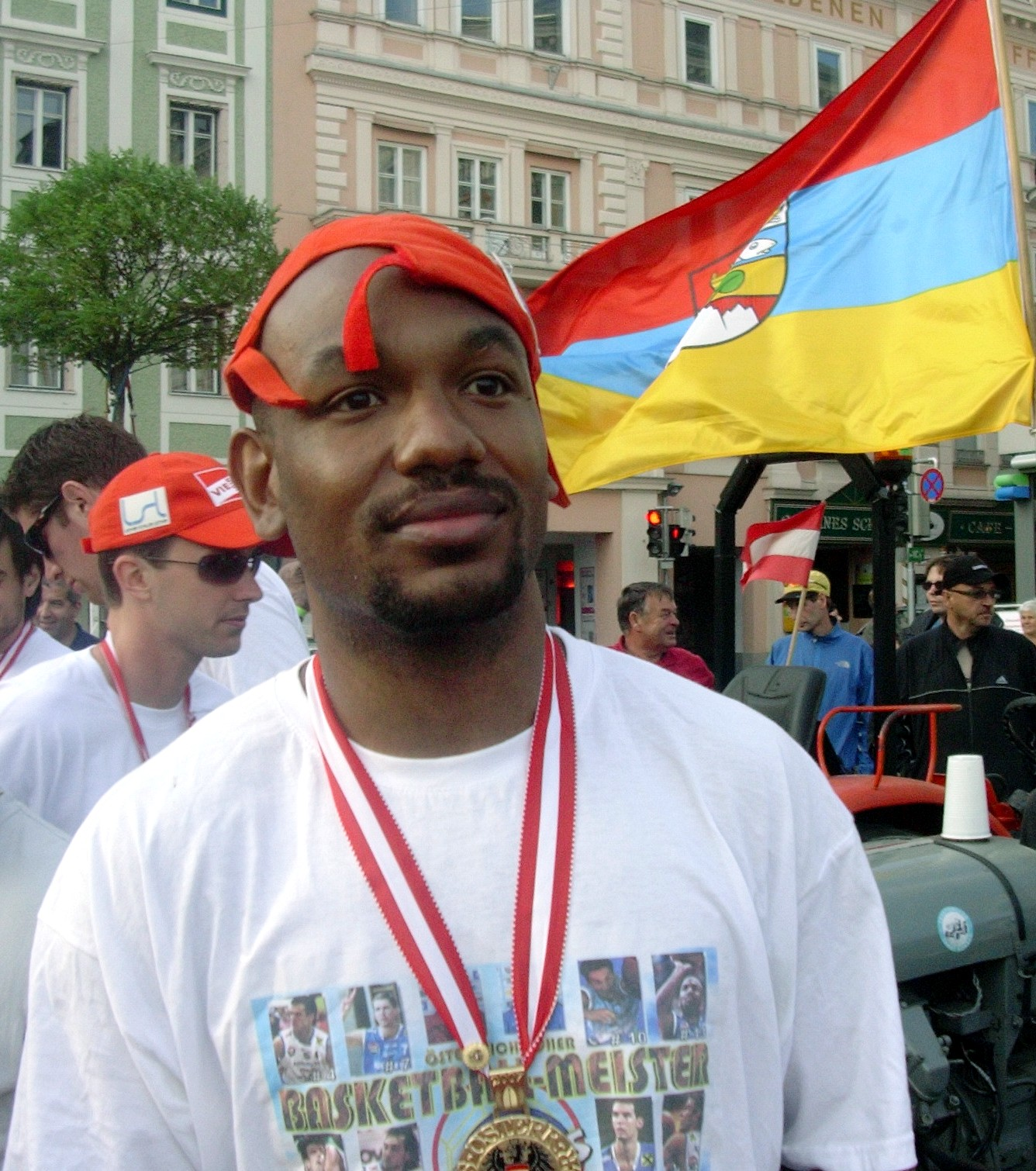
De'Teri Mayes

## ULEB Cup
In der Saison 2007/08 nehmen die Basket Swans Gmunden am ULEB Cup teil. Dieser Bewerb ist nach der EuroLeague der zweitbedeutendste europäische Basketball-Wettbewerb.
Schon im ersten Bewerbsspiel – einem Auswärtsspiel gegen die israelische Mannschaft Hapoel Galil Elion – konnte der erste Sieg in der Vereinsgeschichte in einem europäischen Bewerb erzielt werden. Im vorletzten Gruppenspiel wurden die Antwerpen Giants mit 80:69 besiegt und damit der Aufstieg in das 1/16-Finale des ULEB-Cups fixiert. Schlussendlich beendeten die Swans mit 5 Siegen und 5 Niederlagen die Gruppe E auf dem 3. Platz und erreichten somit den Aufstieg in das 1/16-Finale. Hier verloren die Swans gegen den späteren Sieger des ULEB Cups Joventut de Badalona allerdings beide Spiele.

## Spielstätte
Die Swans tragen ihre Heimspiele im 2500 Zuschauer fassenden Raiffeisen-Sportpark aus. Nach der Saison 2007/08 wurde dieser ausgebaut, da die Halle mit dem ursprünglichen Fassungsvermögen von 1750 Plätzen für internationale Bewerbe zu klein war und die Swans nur mit einer Ausnahmeregelung am ULEB Cup teilnehmen durften.